# Хартман, Георг
Георг Хартман (нем. Georg Hartmann; 9 февраля 1489, Эггольсхайм близ Форххайма, герцогство Бавария — 9 апреля 1564, Нюрнберг) — немецкий математик, астроном, астролог

, священник, изготовитель научных инструментов.

## Биография
В возрасте 17 лет начал изучать теологию и математику в Кёльнском университете. После его окончания совершил поездки в Италию и Францию.
В 1518 году поселился в Нюрнберге, где и прожил до конца свои дней. Служил евангелическо-лютеранским священником. В 1518—1544 годах служил викарием церкви Святого Зебальда, с 1527 года — капеллан церкви Св. Морица.
Занимался конструированием и изготовлением астролябий, глобусов, квадрантов, армиллярных сфер и другого. Помимо научных приборов, изготовлял прицелы для ружей.
В 1544 году Г. Гартман открыл наклонение магнитного поля Земли, но это открытие им не было опубликовано.
Дружил с Альбрехтом Дюрером, был хорошо знаком со многими выдающимися людьми того времени, астрономами и астрологами Филиппом Меланхтоном, Виллибальдом Пиркгеймером и др. и изготавливал для них инструменты.
Автор астрологического трактата «Directorium», опубликованного им в Нюрнберге в 1554 г. Оставил также рукопись о солнечных часах и астролябиях Collectanea mathematica praeprimis gnomonicam spectania (1527—1528), которая сегодня находится в Австрийской национальной библиотеке в Вене.